# Den forbudte mælk
Den forbudte mælk er en dansk dokumentarfilm fra 1984 instrueret af Lars Brydesen og efter manuskript af Eva Høst.

## Handling
I Danmark er det forbudt at sælge upasteuriseret mælk. Forbuddet forekommer urimeligt, da mange mennesker er mælkeallergikere og bedre kan tåle den rå, ubehandlede mælk. På mindre mejerier arbejder man på et biodynamisk grundlag uden industrielt tilsnit. Filmen kommer både ind på mælke- og osteproduktion.